# Fadershuset
Faderhuset (danska: Menigheden Faderhuset) var en dansk evangelisk frikyrka. Den grundades år 1990 av Ruth och Knut Evensen, som har varit aktiva i kristet arbete i Danmark sedan 1970, och lades ner 2013.
Det finns ingen officiella siffror på hur många medlemmar Faderhuset hade, men ett ögonvittne från mars 2007 berättar om 40 personer som var närvarande vid en gudstjänst. Medlemmar från Faderhuset sade att "folk bara kommer och går som de vill". De fastställde antalet till mellan 100 och 150 aktiva medlemmar.

## Konflikten om Ungdomshuset
Faderhuset blev känt både i Danmark och internationellt år 2001, då de köpte alla aktierna i företaget Human A/S, som ägde egendomen Jagtvej 69 på Nørrebro i København. Byggnaden som låg på tomten var känt som Ungdomshuset, och hade sedan 1982 fungerat som självstyrt kulturhus för en grupp unga människor, som i åratal har gått under beteckningen ”de autonome”.
Kort tid efter att Faderhuset köpte egendomen, sade de upp användaravtalet från 1997 mellan Köpenhamns kommun och representanterna från Ungdomshuset, och försökte på detta sättet att komma in i huset. Då detta misslyckades, gick man från Faderhusets sida till domstol. De fick bifall i Köpenhamns tingsrätt, och sedan i Östra distriktet. Domen från det Östra distriktet i augusti 2006 innebar, att de unga skulle lämna huset senast 14 december 2006, vilket de vägrade att göra. Polisen utrymde därför huset 1 mars 2007.
Efter att Faderhuset hade undersökt huset, beslutade de sig för att Ungdomshuset skulle rivas. Rivningen påbörjades den 5 mars 2007, och avslutades torsdag 8 mars 2007. Faderhuset har med ekonomisk förlust sålt tomten på Jagtvej 69 vidare till investeringsbolaget Ventureinstituttet. 

## Medlemmar friade från våld mot barn
Den 5 juni 2008 anklagades medlemmar i Faderhuset för våld och grov försummelse mot barn, men de friades från alla anklagelser. Vicepolitinspektør Søren Ravn-Nielsen lär ha sagt Det er ikke skyggen av substans i det (svenska: "det finns inte ett skymt av substans i det")..